# Willi Rehbein
Wilhelm („Willi“) Rehbein (* 12. Januar 1911 in Hanau; † 22. Juli 1995 ebenda) war ein hessischer Politiker (SPD) und Abgeordneter des Hessischen Landtags.

## Ausbildung und Beruf
Willi Rehbein besuchte nach der Mittelschule und Höheren Handelsschule das Kommunalbeamten-Seminar in Frankfurt am Main. 1927 war er Lehrling, 1929 Angestellter bei der Stadtverwaltung Hanau. 1933 wurde er aus politischen Gründen entlassen. Bis 1941 war er Angestellter in verschiedenen Betrieben. So arbeitete er z. B. zeitweise als Diamantenreiber und Buchhalter.  Seit Februar 1944 diente er als Soldat. Im April 1948 kehrte er aus sowjetischer Kriegsgefangenschaft zurück und wurde wieder bei der Stadtverwaltung Hanau angestellt. Dort wurde er 1949 Leiter des Fürsorgeamtes und 1951 Leiter der Sozialabteilung.
Willi Rehbein verstarb am 22. Juli 1995 in Hanau und wurde auf dem Friedhof im Hanauer Ortsteil Klein-Auheim beerdigt.

## Politik
Willi Rehbein war seit 1929 Mitglied der SPD. 1949 wurde er erster Vorsitzender des SPD-Ortsvereins Hanau-Stadt, bis 1960 war er auch Mitglied der Kreisvorstandes seiner Partei. Von 1952 bis 1956 war er Stadtverordneter, vom 1. April 1960 bis 1974 Bürgermeister in Klein-Auheim. Nach der Eingemeindung Klein-Auheims nach Hanau 1974 war er bis zu seiner Pensionierung im Jahre 1975 Leiter der Verwaltungsstelle Klein-Auheim. Vom 7. Dezember 1959 bis 30. November 1966 war er Mitglied des Hessischen Landtags. 1964 war er Mitglied der 4. Bundesversammlung.

## Sonstige Ämter
Willi Rehbein war Gründer und Vereinsvorsitzender des Wildparks Alte Fasanerie in Klein-Auheim. Zeitweise war er auch Vorsitzender der Arbeiterwohlfahrt Klein-Auheim.

## Ehrungen
1987 erhielt er die Ehrenplakette der Stadt Hanau in Silber.
Die Sporthalle in Klein-Auheim wurde Anfang 2011 in Willi-Rehbein-Halle umbenannt.